# Citroën C42
Citroën C42 est l'ancienne vitrine internationale de Citroën, située au 42, avenue des Champs-Élysées dans le 8e arrondissement de Paris.

## Histoire
L'immeuble est la propriété d'André Citroën qui y ouvre en 1927 sa première concession pour vendre la B14. La marque en fait dès 1930 une halle d'exposition conçue par Maurice-Jacques Ravazé, architecte de la marque, également à l'origine du garage lyonnais de la marque  (1932).
En 1984, en association avec le groupe Flo, le showroom est remplacé par un restaurant de la chaîne Hippopotamus, appelé Hippo Citroën.
Fin 2001, Citroën organise un concours d'architecture pour ramener l'immeuble à sa destination première de showroom. C'est le projet de Manuelle Gautrand qui est retenu en septembre 2002. La maquette est conservée par la Cité de l'architecture et du patrimoine.
Le C42 est inauguré le 27 septembre 2007. Des expositions temporaires y sont organisées. Une boutique propose des objets Citroën. Le C42 est ouvert tous les jours.
En 2012, en proie à des difficultés financières, le groupe PSA cède l'immeuble au fonds d'investissement Mayapan BV, géré par le Qatar, dont PSA devient locataire.
Le 7 décembre 2017, Citroën annonce que son showroom C42 ferme définitivement ses portes le 31 décembre 2017 après 10 années d'exploitation et plus de 10 millions de visiteurs. Citroën quitte les Champs-Élysées après 90 ans de présence à la même adresse pour ouvrir un nouveau type de vitrine appelé flagship (magasin vitrine) à un autre endroit.
En février 2018, Manuelle Gautrand s'inquiète de l'avenir de la façade qu'elle a dessinée,,,.

## Description
Le bâtiment est organisé en une tour à plusieurs niveaux, protégée par une façade de verre dont la forme évoque un origami. Des voitures sont installées sur des plateaux circulaires sur toute la hauteur du bâtiment. 
À la base de la tour s'est trouvée une sculpture, « Totem-Mobile », créée par l'artiste américain Chico MacMurtrie (en). Il s'agit d'une forme de DS 19 qui peut se déployer lentement en une structure de 18 mètres de haut.

## Galerie

Voitures exposées au C42
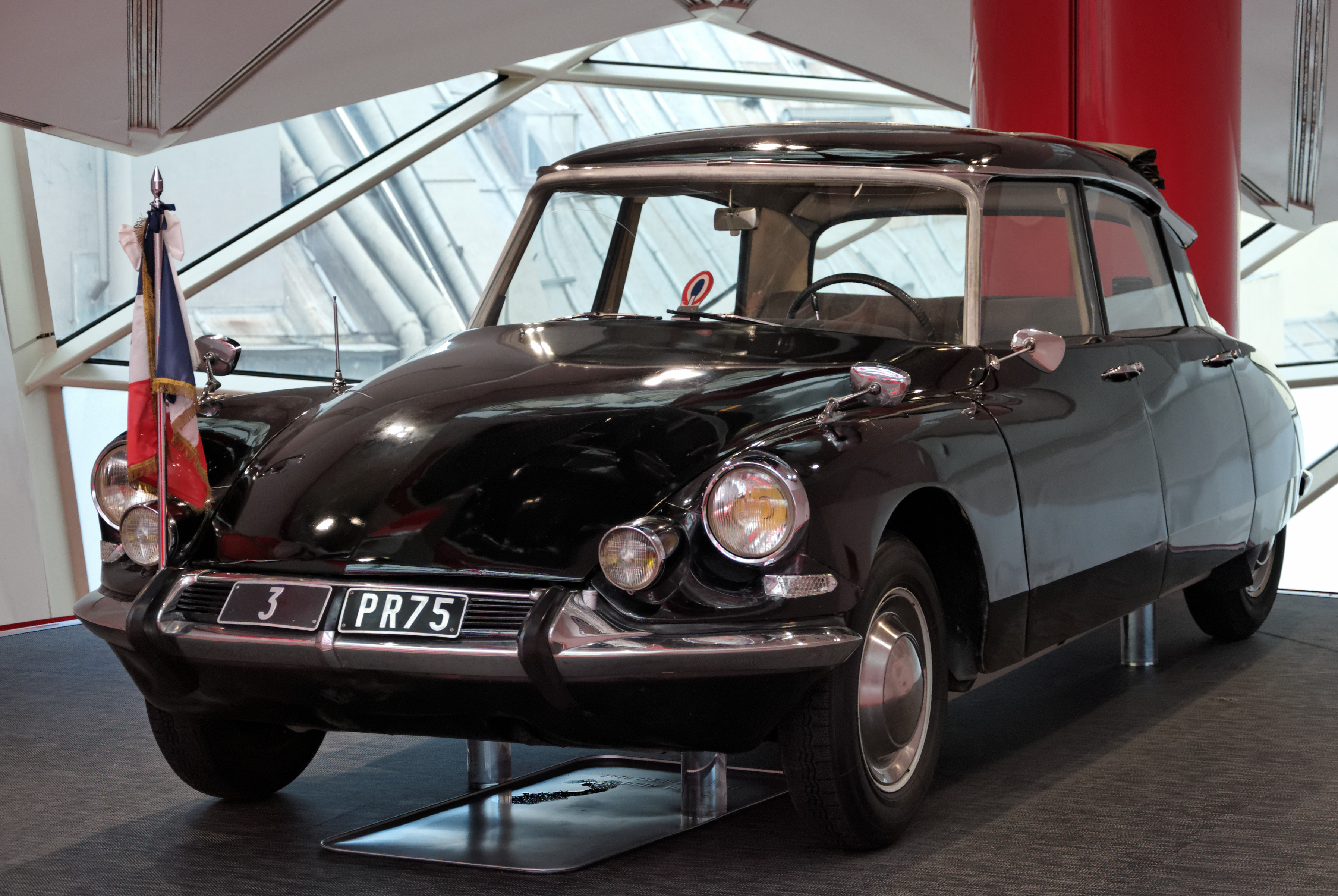
Citroën DS, la voiture présidentielle de Charles de Gaulle (1963).
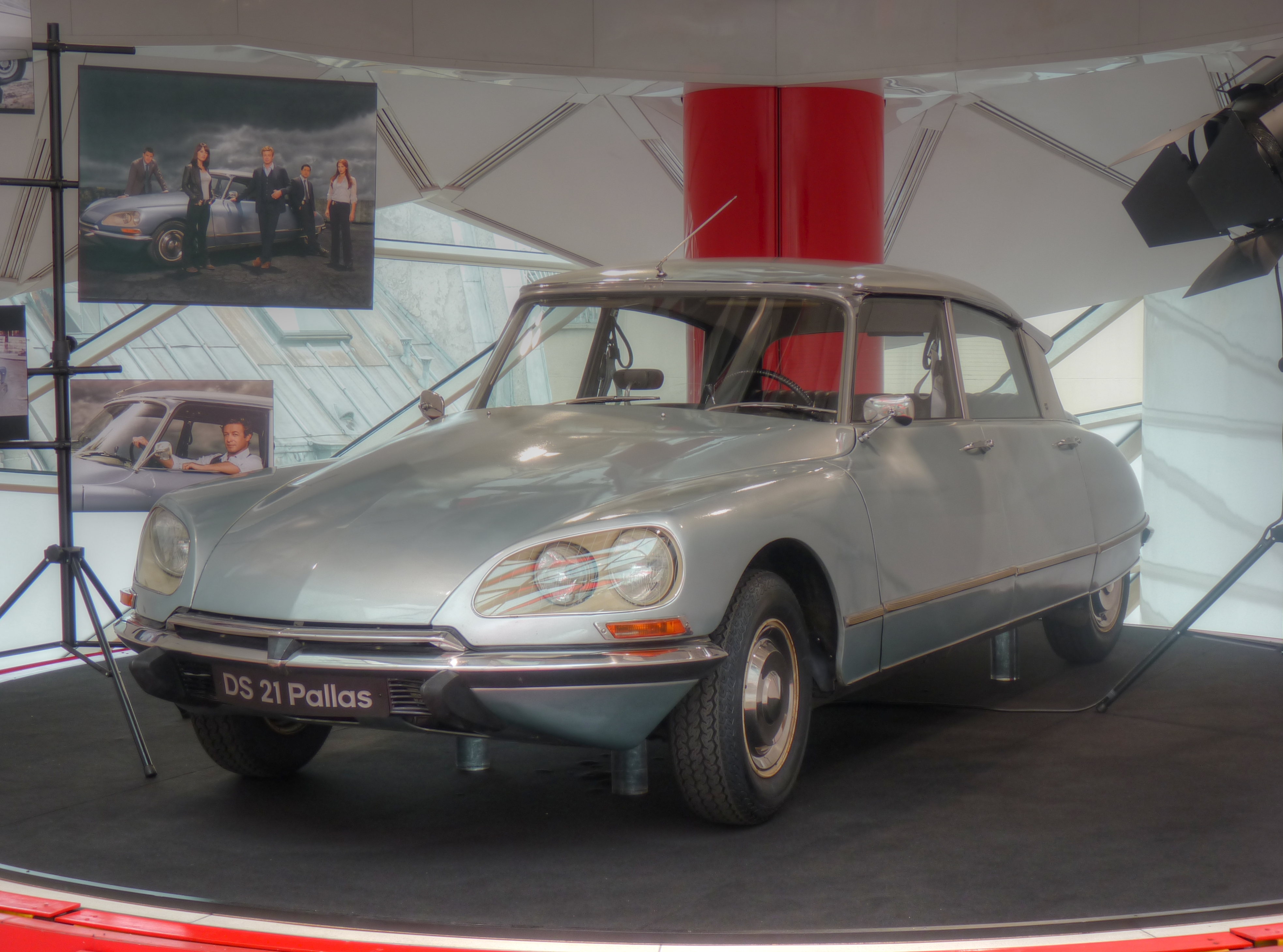
Citroën DS 21 Pallas.
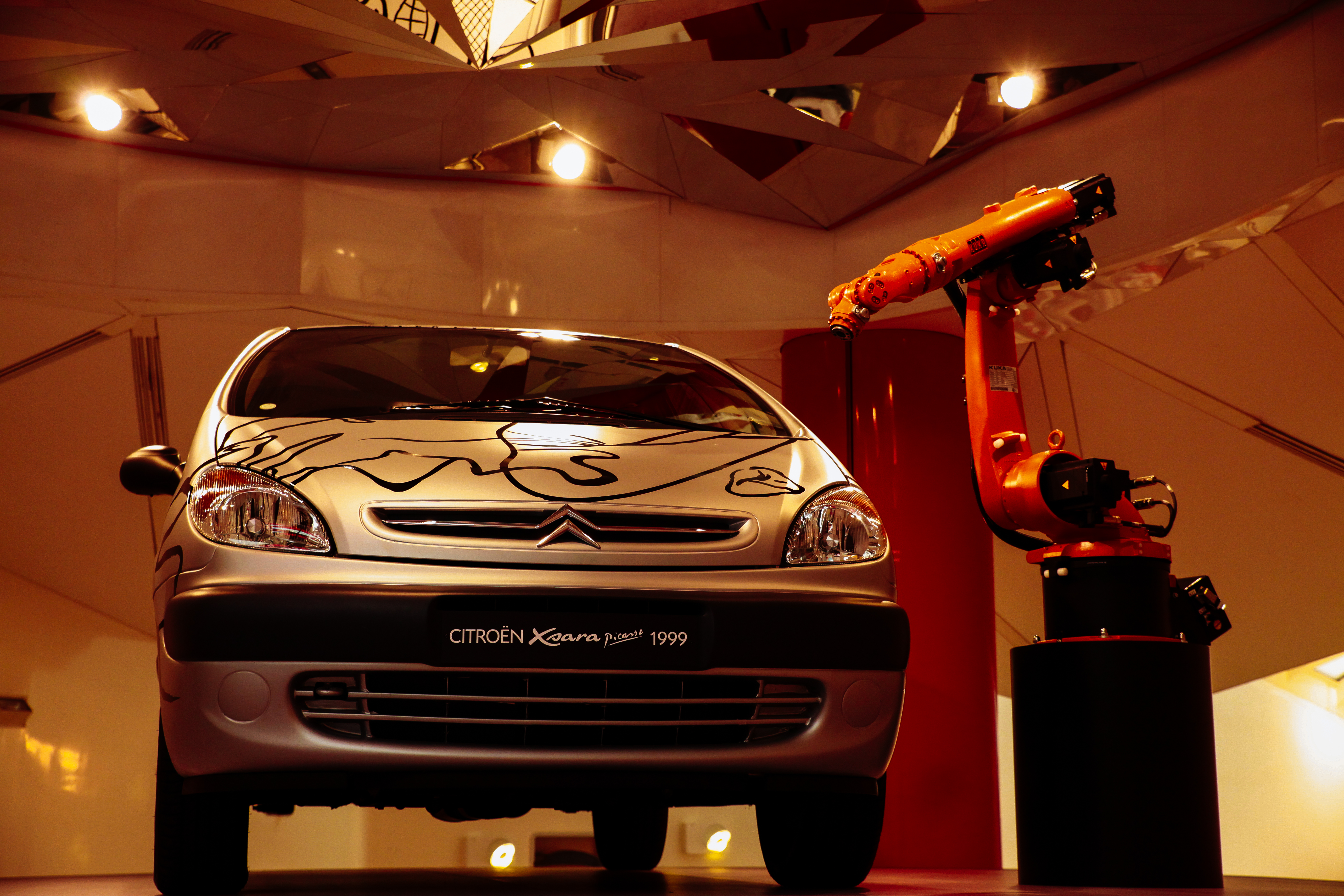
Citroën Xsara Picasso (1999).
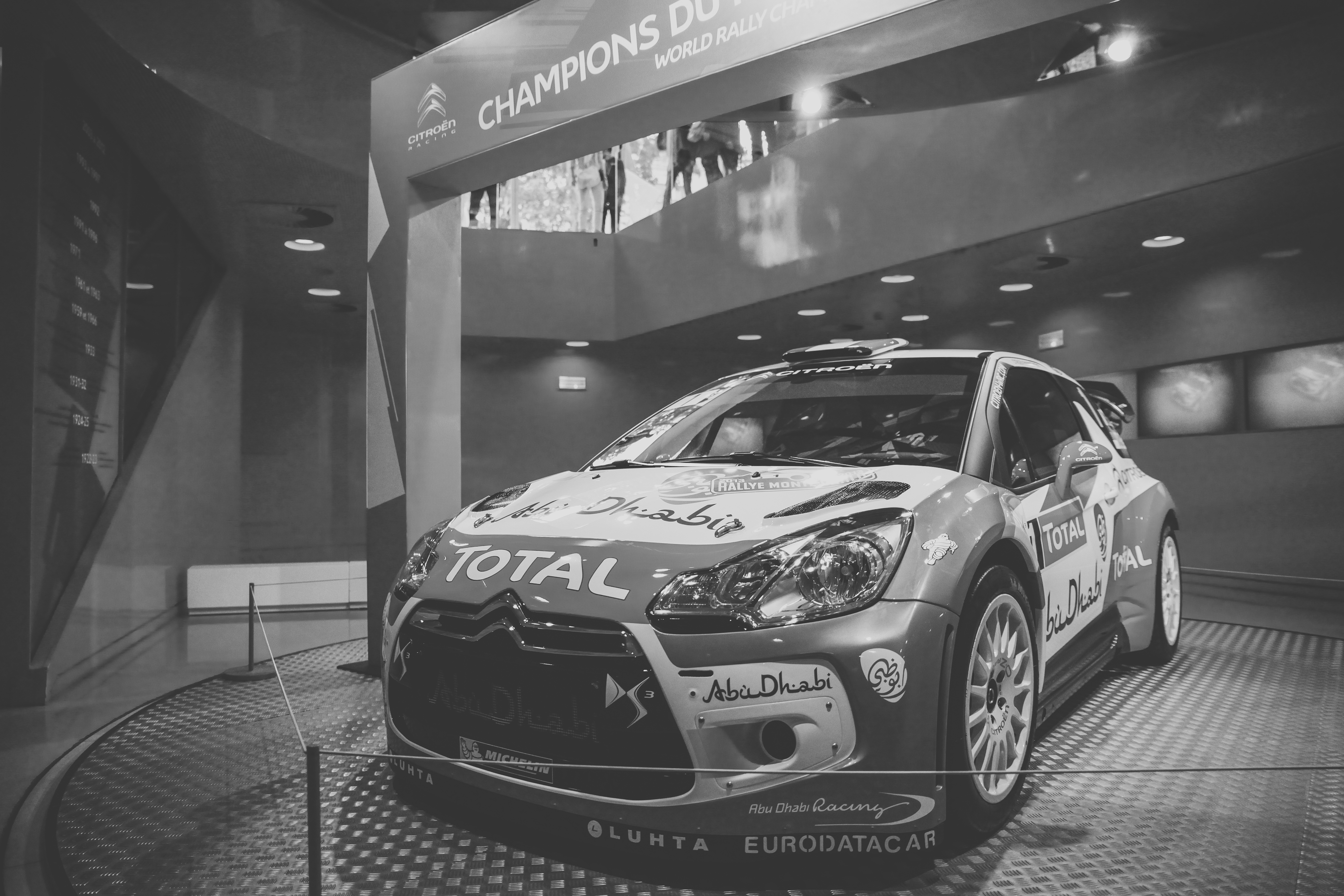
Citroën DS3 WRC, pilotée par Sébastien Loeb, champion du monde des rallyes 2012.